# Yasser Arafat

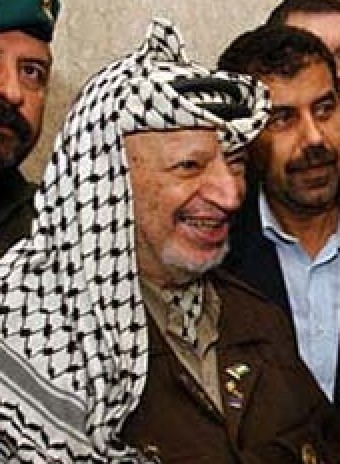
Yasser Arafat, 14 april 2002

Yasser Arafat (Arabisch: ياسر عرفات Yāsir `Arafāt; Caïro, 24 augustus 1929 – Clamart (bij Parijs), 11 november 2004) was een Palestijns verzetsstrijder en politicus en samen met Yitzhak Rabin en Shimon Peres in 1994 winnaar van de Nobelprijs voor de Vrede. Hij was tot zijn dood president van de Palestijnse Autoriteit en leider van zowel de Palestijnse Bevrijdingsorganisatie (PLO) als van zijn voornaamste fractie Al Fatah. Vanwege zijn vermeende betrokkenheid bij aanslagen op burgers is hij vaak, met name door Israël en de Verenigde Staten, als een terrorist aangemerkt.

## Namen
Arafat werd bij geboorte Mohammed Abdel Rahman Abdel Raouf Arafat Al Qudua Al Husseini genoemd. Said K. Aburish, zijn Palestijnse biografieschrijver (in Arafat: From Defender to Dictator, Bloomsbury Publishing, 1998, pagina 7) schrijft "Mohammed Abdel Rahman" zijn de voornamen; "Abdel Raouf" zijn vaders naam, "Arafat" zijn grootvaders naam; "Al Qudua" is zijn familienaam; "Al Husseini" is de naam van de clan waartoe de Al Quduas behoorden. Deze Al Husseini-clan dient niet verward te worden met de Al Husseini's uit Jeruzalem, waartoe moefti Mohammad Amin al-Hoesseini en de politicus Faisal Husseini behoorden. In tegenstelling tot wat (ook door Yasser Arafat) beweerd werd is Yasser Arafat geen directe, maar via zijn moeder wel verre familie van Mohammad Amin al-Hoesseini. "Arafat" is een belangrijke islamitische plaats bij Mekka. Yasser Arafat staat overigens ook bekend als "Yassir Arafat" of "Abu Ammar". Thuis werd hij Yasir genoemd ("gemakkelijk", "geen probleem").

## Levensloop

### Jeugd
Over zijn geboorteplaats en -datum bestond lange tijd geen zekerheid. Caïro in Egypte, 24 augustus 1929, wordt vaak als zijn geboorteplaats genoemd door mensen die hem van jongs af aan kenden. Ook zijn duidelijke Egyptisch-Caïroese accent kan hier op duiden, maar Arafat stelde steevast te zijn geboren in Jeruzalem (op 4 augustus 1923) 'zoals een Palestijns leider past'. Ook werd de stad Gaza weleens genoemd als zijn geboorteplaats. Een latere vondst van zijn geboortebewijs maakte een einde aan die onduidelijkheid, hoewel Arafat aanvankelijk volhield dat dit een vervalsing betrof. Arafat bleek toch in Caïro te zijn geboren.
Arafat was de vierde van zeven kinderen van Abdel Rauf al-Qudwa, die omstreeks 1927 uit Gaza naar Egypte was gegaan, omdat hij daar land had geërfd. Door juridische verwikkelingen kreeg hij uiteindelijk dit stuk land nooit in zijn bezit. Als handelaar in levensmiddelen begon hij een kaasfabriek. Volgens Inam, Arafats oudste zus, was hun vader een krachtige man met een ijzeren wil, die elke dag hele afstanden aflegde om klanten te bezoeken. Hij kon schreeuwen en lichtgeraakt zijn, maar ook vriendelijk. Van het geld dat hij verdiende ging nogal wat naar armen. Moeder Zahwa was een Husseini. Arafat groeide op in een middenklasse-wijk van Caïro tussen Joden en Libanese christenen.
In 1933 verloor Arafat zijn moeder, die een nierziekte had. Met zijn broer Fathe werd hij naar een oom in Jeruzalem gezonden, bij wie zij vier jaar zouden blijven. Toen zijn vader hertrouwde keerden zij terug naar huis in Caïro. Het boterde helemaal niet tussen zijn stiefmoeder en de kinderen. Dit was een traumatische tijd voor Arafat. Volgens Alan Hart werd zijn vertrouwen in vrouwen geschaad.
Toen hij zo'n 10 jaar oud was merkte zijn zus Inam op dat hij anders was dan andere jongens. Hij bleek een geboren leider die een groep jongens aanvoerde alsof het een legertje was. Snoep, alles deelde hij met hen.
Zij moest opletten dat hij naar school ging, maar hij ging liever naar demonstraties en wist politieke vergaderingen te bezoeken. In 1946 en 1947 hielp hij mee bij de smokkel van wapens van Egypte naar Palestina.

### Studentenleider en ingenieur
In Caïro studeerde Arafat voor ingenieur (aan de universiteit van Fuad I). Maar de politiek interesseerde hem meer, zeker nu het lot van Palestina op het spel stond. Hij volgde een militaire training bij de Moslimbroederschap en bleef zijn leven lang een trouw moslim, meer dan andere Arabische leiders van zijn tijd.
In april 1948 zou hij in het gezelschap van Abu Sitta, een ouderejaars en een majoor van het Egyptische leger naar Palestina gegaan zijn om te vechten. Hij nam deel aan het beleg van Kfar Darome, een joodse nederzetting (Gazastrook) en aan het afslaan van een poging tot ontzetting met tanks. In mei van dat jaar riep David Ben Gurion eenzijdig de staat Israël uit, waarop legeronderdelen van vijf Arabische landen (het nog steeds grotendeels Arabische) Palestina binnenvielen. Hoewel zijn vader hem maande terug te keren naar de universiteit, bleef hij nog talmen. Pas toen hij en zijn groep door Egyptische soldaten ontwapend waren – tot zijn verdriet en ongeloof – keerde hij naar Caïro terug.
Volgens Arafat werden de Palestijnen door de Britten en door in zijn ogen corrupte Arabische regimes, die aan de leiband van de Britten liepen, verraden (bv. koning Faroek van Egypte en koning Abdoellah I van Jordanië.)
Zijn politieke loopbaan begon hij in de Palestijnse Club in Egypte. In 1952 nam hij met medestudent Salah Khalaf, ook bekend als Abu Iyad, de Palestijnse Studentenbond over. Alleen daar konden jonge Palestijnen zich politiek organiseren. Hij werd verkozen tot voorzitter en organiseerde onder meer debatten en begon een studentenblad De stem van Palestina. Arafat ontmoette zodoende ook Abu Jihad, zijn andere latere medewerker. Na zijn afstuderen in 1956 werkte Arafat bij de Egyptische Cement Corporation en later aan wegenaanleg voor de overheid in Koeweit. Hij week naar dat land uit om manoeuvreerruimte te hebben, omdat in Egypte zijn gangen werden nagegaan door de veiligheidsdienst. De Egyptische regering was tegen gewapende strijd tegen Israël.

### Fatah
Op 10 oktober 1959 stichtte Arafat met Khalil Wazir en andere Palestijnen ondergronds Fatah in het toen nog Britse Koeweit. In feite hadden zij al eerder cellen gesticht, maar toen gaven zij een naam aan de beweging die ze begonnen waren. Zij wisten daarbij dat zij als Palestijnen alleen op zichzelf konden rekenen. Als er nu geen gewapende strijd kwam tegen de macht die – zoals zij het zagen – hun land koloniseerde, zou hun volk vergeten worden. Dat was hun grote zorg. Arafat c.s. voelden zich hierbij geïnspireerd door de verschillende revolutionaire bewegingen in de wereld, bijvoorbeeld in Algerije. Arafat verdiende goed als ingenieur en stak het geld in de beweging. Omstreeks deze tijd kwam ook het eerste nummer uit van Our Palestine, The Call to Life, het blad dat zij hadden opgericht om hun volksgenoten te informeren over de strijd om Palestina.
Tegen de visie van Arafat in besloot men dat Fatah geleid zou worden door een centraal comité van 10 personen, onder wie hijzelf (februari 1963). Een van de eerste besluiten daarvan was dat Wazir het kantoor in Algiers zou gaan leiden ("Bureau de la Palestine") waarvoor Ben Bella, de eerste president van Algerije, toestemming had verleend. Deze eerste vestiging bood een welkom platform voor contacten met politici wereldwijd. Een ander besluit was dat een Fatah-lid geen andere politieke bindingen mocht hebben (virginity-rule). De meerderheid van dit eerste comité was het niet eens met Arafats verlangen de strijd met Israël z.s.m. te hervatten.
Hoewel men meer en meer begreep dat men op de Arabische regeringen niet kon bouwen, was een meerderheid van het Centrale comité, geleid door Khalad Hassan, er toch voor om de strategie met hen af te stemmen, met Nasser allereerst. Dit was vanuit de hoop dat de Arabische eenheid niet op regeringsniveau, maar aan de basis tot stand zou komen. De bevrijding van Palestina was immers iets wat alle Arabieren na aan het hart lag. Het gewone volk zou dan de regimes dwingen tot actie.

### Palestijns leider

#### PLO

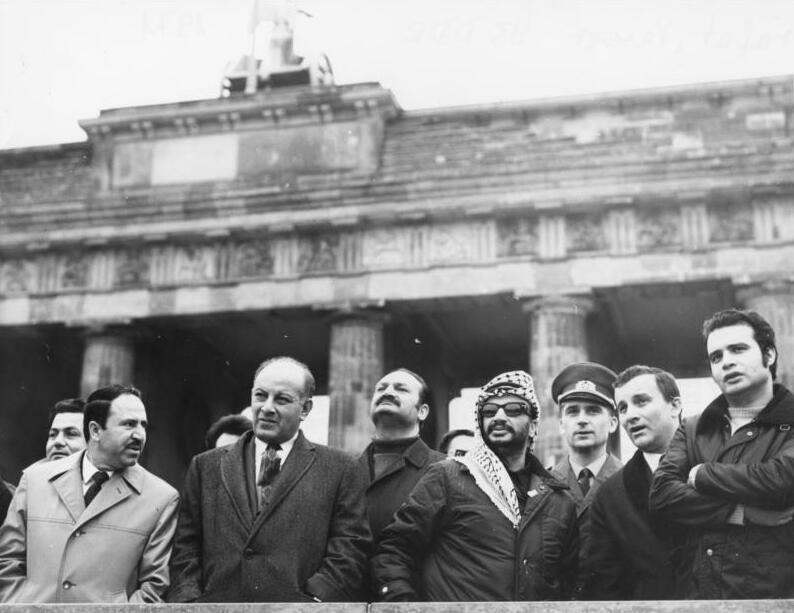
Arafat, Oost-Berlijn (1971)

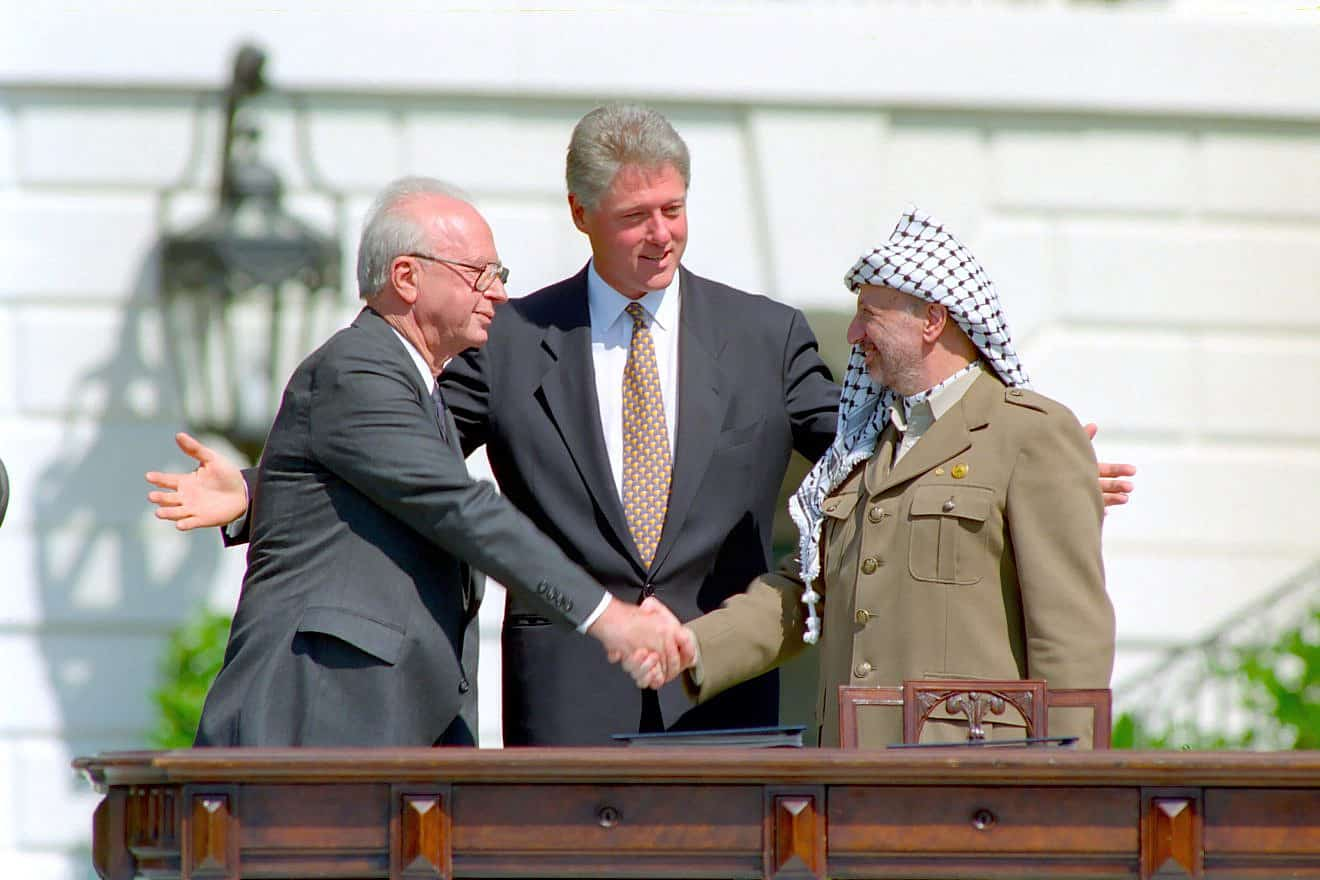
Rabin, Clinton en Arafat in 1993

In de jaren zestig van de 20e eeuw wist Arafat de Palestijnse kwestie op de internationale agenda te krijgen. Na de Nakba, hun verdrijving uit Palestina in 1948, leefden honderdduizenden Palestijnen o.a. in Jordaanse vluchtelingenkampen. Nog jaren daarna probeerden Palestijnen van daaruit tevergeefs naar hun landerijen en bezittingen terug te keren. Hun strijders (fedayeen) deden invallen in Israël. Ook Fatah - eerst onder de schuilnaam Assifa - begon met gerichte sabotageacties. President Nasser was hiervan door zijn veiligheidsdienst op de hoogte. Hij wilde zich niet in een oorlog met Israël laten betrekken. Na overleg met Dean Rusk, de Amerikaanse minister van Buitenlandse zaken, richtte hij in januari 1964 op een Arabische top in Caïro de PLO op. De Palestijnen kregen daarmee een politiek podium, maar wel een dat onder zijn controle stond. Vanuit en met hulp van deze organisatie gaf Arafat leiding aan de Palestijnen met als doel terug naar Palestina als eigen staat (i.p.v. Israël).
De Palestijnen, die in verhouding met de oorspronkelijke Jordaanse bevolking een behoorlijke minderheid vormden, gingen zich steeds meer gedragen als een staat binnen een staat.
In 1970 werd Arafat door koning Hoessein van Jordanië het land uitgezet omdat de PLO een bedreiging werd voor de eenheid van Jordanië en een mislukte staatsgreep pleegde. Arafat verplaatste zijn hoofdzetel naar de Libanese hoofdstad Beiroet. Van daaruit zette hij de strijd voor de Palestijnse zaak verder. Syrië verhinderde dat Palestijnse guerrilla's, die gebruik maakten van geweld en terreur, vanuit Libanon via Syrië Jordanië binnenvielen.

#### Diplomatie
In de jaren jaren zeventig, enkele jaren na de bezetting in 1967 van de Westelijke Jordaanoever door Israël, betrad Arafat ook diplomatieke wegen. In 1974 sprak hij de Algemene Vergadering van de Verenigde Naties toe over het Palestijnse vraagstuk, waarbij hij o.a. zei: "Ik sta hier vandaag voor u met een olijftak en een pistool van de vrijheidsstrijder. Laat de olijftak niet uit mijn handen vallen..."

##### Contacten met hetIsraëlisch Vredesberaad
In zijn column Leader without Glory (10 oktober 2015) vertelt Uri Avnery, stichter van de Israëlische vredesgroep Gush Shalom, over de vele contacten die hij, samen met generaal Matti Peled van het Israëlische defensieleger en Yaakov Arnon als leden van een officiële delegatie van een Israëlisch Vredesberaad (Israeli Council for Israeli-Palestinian Peace), vanaf begin 1983 met Mahmoud Abbas in Tunis gehad heeft. Steevast spraken zij eerst met Abbas (Abu Mazen) en daarna met "de leider" (Arafat) erbij. Hij beschrijft Arafat als "flamboyant, extravert en spontaan", Abbas daarentegen als "introvert, op zijn hoede en "een pietje precies"". Het was de PLO geweest die - een tijdje na de Jom Kipoer-oorlog (1973) - contact had gezocht met de mensen van het Israëlisch Vredesberaad om over vrede te spreken.
In 1980 zou Arafat volgens El Mundo (Venezuela) gezegd hebben: "Vrede betekent voor ons de vernietiging van Israël. We bereiden ons voor op een totale oorlog; een oorlog die generaties zal duren.... Wij zullen niet rusten tot de dag dat we naar ons thuis terugkeren, en tot wij Israël vernietigd hebben.".
De Israëlische onderzoeksjournalist Ronen Bergman claimt dat er in de periode dat Ariel Sharon Israëls minister van Defensie was diverse pogingen zijn geweest om Arafat in het buitenland uit de weg te ruimen. Militairen zouden onder leiding van luitenant-generaal Rafael Eitan het bevel hebben gekregen om vliegtuigen waarmee Arafat zich verplaatste neer te schieten. Ook was Sharon van plan om Palestijnen naar Jordanië te drijven, waarmee hun eis voor een staat op de Westelijke Jordaanoever ongedaan zou worden gemaakt.
In 1982 verplaatste Arafat zijn hoofdkwartier naar Tunis, nadat het Israëlische leger Libanon was binnengevallen en rondom Beiroet gelegerd was. In 1988 riep de PLO de staat Palestina uit, die door zo'n negentig landen erkend werd. In 1990 koos Arafat de zijde van Saddam Hoessein nadat deze Koeweit veroverd en bezet had. Na de daaropvolgende Golfoorlog (1990-1991) stond Arafat internationaal aan de zijlijn.
Vanuit Tunesië deed hij veel aan pendeldiplomatie met zijn vliegtuig van Russische makelij. Begin april 1992 overleefde hij een crash in Libië, die aan drie personen het leven kostte.

#### Vredesproces 1993 - 2000
In 1993, na de Eerste Intifada, kon Israël niet om Arafat heen. In het kader van de Oslo-akkoorden in dat jaar schudde premier Yitzhak Rabin van Israël hem op 13 september 1993 in de tuin van het Witte Huis de hand. Enkele dagen tevoren, op 9 september, was er een uitwisseling van "Brieven van wederzijdse erkenning" (Letters of Mutual recognition). Hierin had de PLO bij monde van Arafat verklaard het recht van Israël in vrede en veiligheid te bestaan te erkennen.
Op zijn beurt had Israël/Rabin verklaard de PLO als enige vertegenwoordiger van het Palestijnse volk te erkennen. In 1994 ontving Arafat samen met Rabin en Shimon Peres de Nobelprijs voor de Vrede. Arafat werd verkozen tot voorzitter van de Palestijnse Autoriteit.
Ondertussen kwamen er onder leiding van Hamas zelfmoordaanslagen in Israël, gevolgd door Israëlische tegenacties. In 2000 waren er nieuwe gesprekken over vrede tussen Israëls premier Ehud Barak en Yasser Arafat in Camp David op uitnodiging van de Amerikaanse president Bill Clinton. De onderhandelingen mislukten, volgens Israël omdat Arafat geen enkele concessie wilde doen, volgens de Palestijnse Autoriteit omdat de voorstellen van Israël de Palestijnse Gebieden fragmenteerden en het vluchtelingenprobleem en de status van Jeruzalem niet behandeld werden. Onderhandelingen over autonomie voor de Palestijnen bleven zonder resultaat.
De Amerikanen, in de persoon van George W. Bush, kenden sinds 2000 geen rol van betekenis meer toe aan Arafat bij de vredesbesprekingen voor het Midden-Oosten. Israël beschouwde Arafat als onbetrouwbaar. Volgens Arafat werd er zelfs gedreigd met liquidatie. Bij een minderheid van de Palestijnen behield Arafat zijn status als leider van de natie. Na de mislukte vredesbesprekingen laaide het wederzijdse geweld weer op.

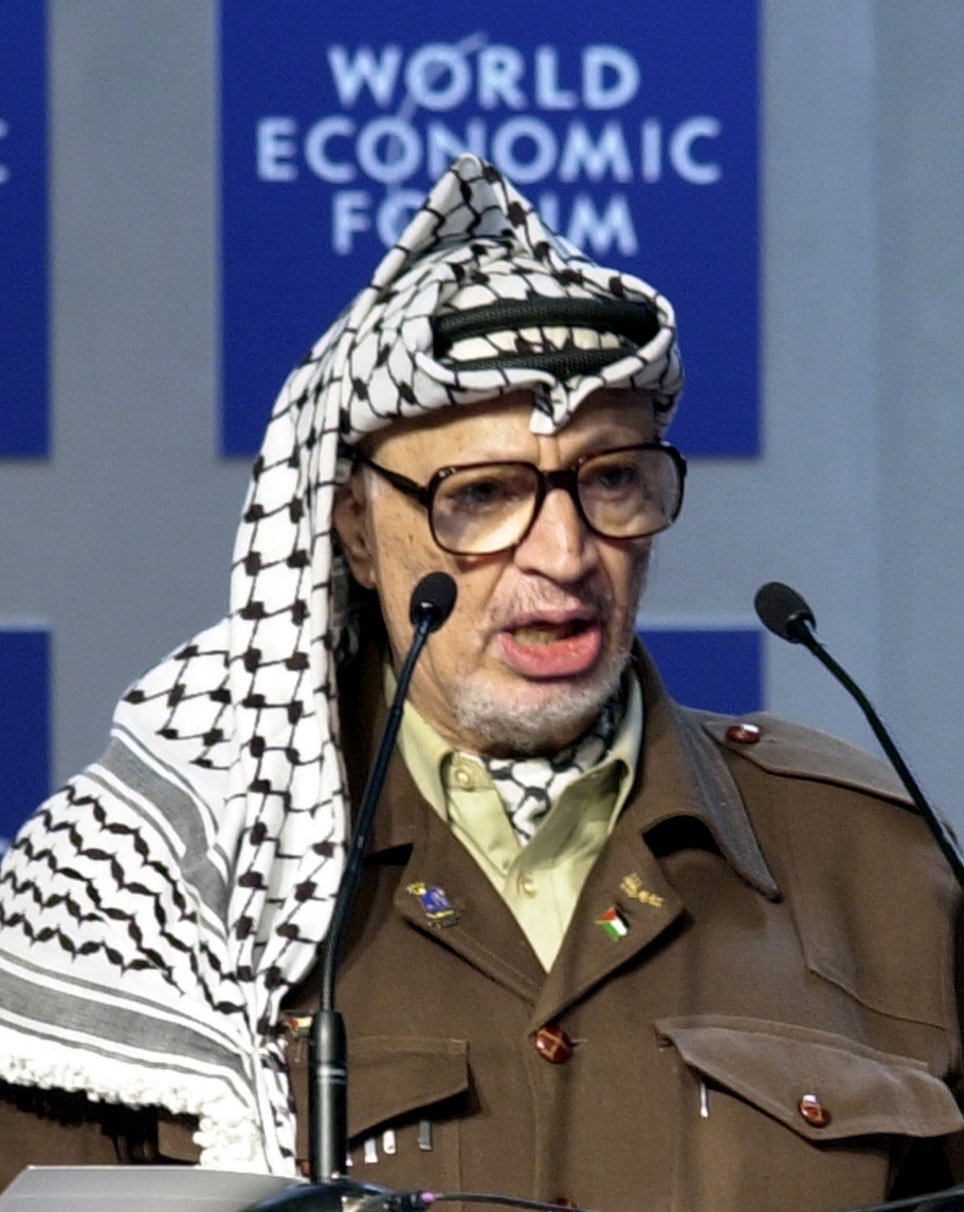
Arafat op het Economisch Forum, 2001

Aangezien de Oslo-akkoorden waarin voor de Palestijnen een eigen staat in het vooruitzicht was gesteld niet werden nagekomen, ontstonden er weer spanningen die uitliepen op een tweede Intifada.

#### Laatste periode 2000 - 2004
In 2000 begon de Tweede Intifada na het, door Palestijnen als provocatie ervaren, bezoek van premier Ariël Sharon aan de Tempelberg in Jeruzalem. Aanslagen volgden over en weer. Sharon verbood in december 2001 dat Arafat de stad Bethlehem zou bezoeken.
In maart 2002 waren 129 Israëlische burgers omgekomen door voornamelijk zelfmoordaanslagen. Het Israëlische leger startte op 29 maart 2002 'Operation Defensive shield': met een inval in Ramallah, waar Arafat in zijn hoofdkwartier werd belegerd. Bovendien viel het leger de vijf grootste steden en omliggende plaatsen en vluchtelingenkampen op de Westelijke Jordaanoever binnen en bezette deze: Tulkarem en Qalqilya op 1 april, Bethlehem op 2 april, en Jenin en Nablus op 3 april. Van september 2000 tot 7 mei 2002 had dit geweld het leven aan 441 Israëli's en 1539 Palestijnen gekost. Onder internationale druk trok het Israëlische leger zich uiteindelijk terug. Sindsdien leefde Arafat er onder permanente Israëlische controle. De dag na een aanslag op het Park Hotel in Netanya verklaarde Arafat zich, na twee weken onderhandelen met de Amerikaanse onderhandelaar Anthony Zinni, bereid een staakt-het-vuren te aanvaarden.
Van 29 september 2000 tot en met 30 juli 2005 waren 972 Israëliërs (waaronder 122 kinderen) en 3301 Palestijnen (waaronder 653 kinderen) gedood. Vele tienduizenden mensen waren gewond of invalide geworden.

### Huwelijk
Hoewel Arafat altijd had verklaard "gehuwd te zijn met de Palestijnse zaak", is hij op late leeftijd, aanvankelijk in het geheim, in 1990 gehuwd met Suha Daoud Dawil. In 1993 verhuisden ze van Tunis naar Gaza. In 1995 kregen ze een dochtertje, Zahwa, dat in het Amerikaanse ziekenhuis bij Parijs geboren werd. Het paar leefde tot aan het begin van de Palestijnse opstand in 2000 (de Tweede intifada) samen. Mevrouw Arafat ging in dat jaar met haar dochtertje in Parijs wonen, waar ze later de Franse nationaliteit verkregen.

### Ziekte
Sinds een vliegtuigongeluk in 1992 dat hem bijna het leven kostte, leed Arafat aan neurologische aandoeningen. Hij had tremor in zijn handen en onderlip, een symptoom van de ziekte van Parkinson. In 2003 gingen er geruchten dat Arafat aan maagkanker leed, maar later bleek hij last van galstenen te hebben.
Eind oktober 2004 ging het met de gezondheid van Arafat snel achteruit. Er werd een comité benoemd dat hem moest vervangen: premier Ahmed Qurei, diens voorganger Mahmoud Abbas en de voorzitter van de Palestijnse Nationale Raad, Salim al-Zaanoun. Het trio zou de taken van Arafat waarnemen indien hij een operatie zou moeten ondergaan. Nadat de Israëlische premier Ariel Sharon had beloofd dat Arafat veilig Ramallah kon verlaten en zijn eventuele terugkomst werd gegarandeerd, werd Arafat op 29 oktober overgebracht naar een militair ziekenhuis in de Franse plaats Clamart bij Parijs.
Begin november werd meegedeeld dat Arafat in coma lag. Regelmatig deden er geruchten de ronde over zijn gezondheidstoestand die varieerden van erg optimistisch tot de melding dat Arafat hersendood zou zijn.

### Overlijden en begrafenis
Arafat overleed in de vroege ochtend van 11 november 2004 op 75-jarige leeftijd in het ziekenhuis te Clamart. Dezelfde dag nog werd zijn stoffelijk overschot naar de Egyptische stad Caïro overgebracht. 

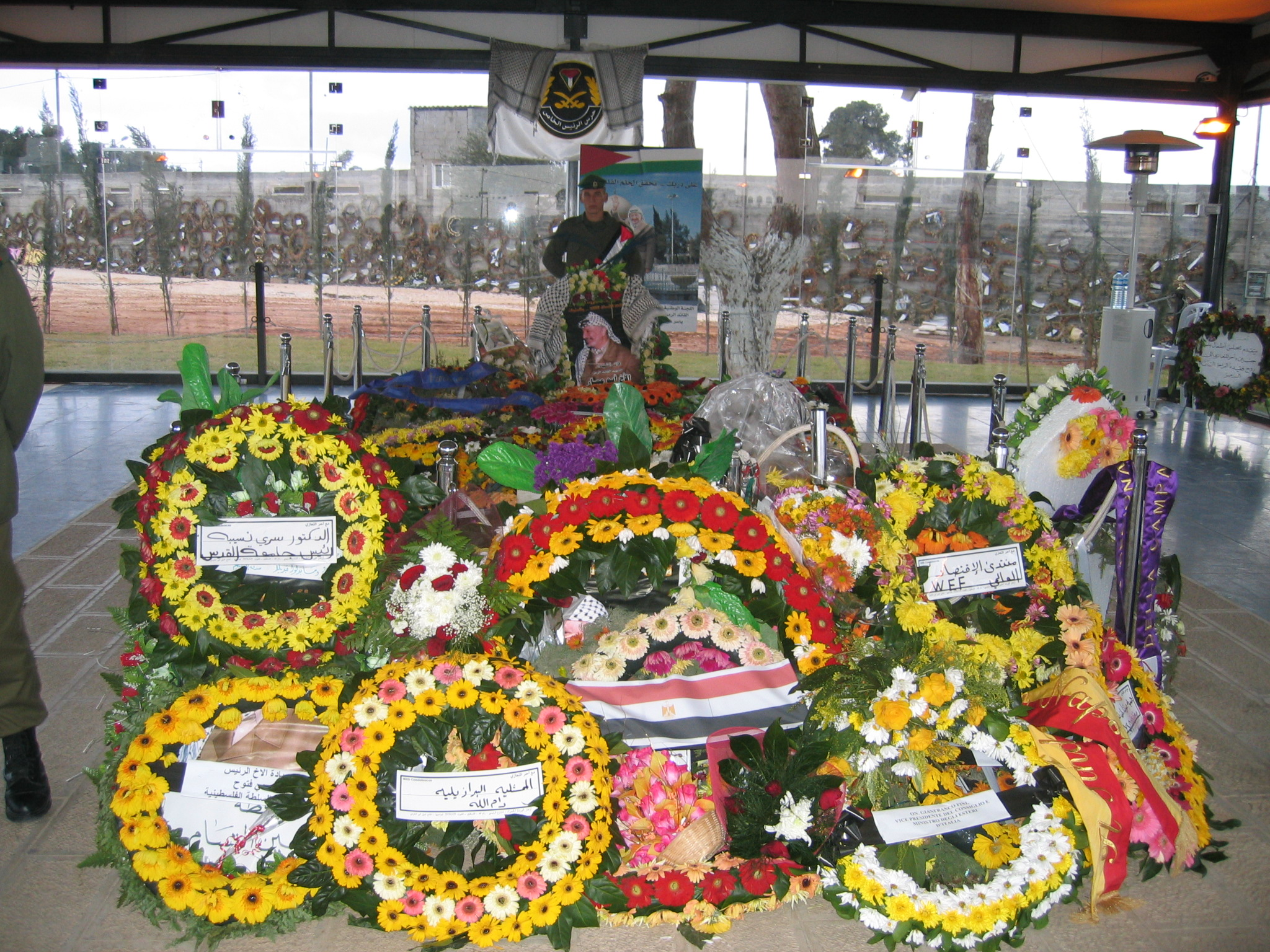
Arafats graf in Ramallah

 Hier vond de volgende ochtend een islamitische uitvaartplechtigheid plaats in aanwezigheid van onder meer: de gezant voor het Midden-Oosten van de VN Terje Rød-Larsen, de ministers van Buitenlandse Zaken van de EU-landen, India, Iran en Turkije, de vicepremier van China, de eerste ministers van Maleisië, Pakistan, Sri Lanka en Zweden, de (toenmalige) kroonprins van Saoedi-Arabië Abdoellah, de vicepresident van Irak, de presidenten van Algerije, Bangladesh, Egypte, Indonesië, Libanon, Soedan, Tunesië, Jemen, Zimbabwe en Zuid-Afrika. De Verenigde Staten werden vertegenwoordigd door William Joseph Burns, een adviseur van de minister van Buitenlandse Zaken. Van Israëlische zijde kwam niemand.
Een tweede uitvaartplechtigheid vond 's middags plaats in Ramallah op de Westelijke Jordaanoever waar Arafat vervolgens werd begraven. Die plechtigheid verliep zeer chaotisch vanwege de enorme Palestijnse menigte die zich verdrong rond Arafats lijkkist. Volgens de Palestijnen is zijn graf 'voorlopig' omdat zij Arafat in de toekomst willen laten herbegraven op de Tempelberg in Jeruzalem als zij de zeggenschap over Oost-Jeruzalem krijgen. Op het Palestijnse verzoek om Arafat direct na zijn dood op de Tempelberg te mogen begraven reageerde de Israëlische regering afwijzend. Bepaalde extremistische Palestijnse groeperingen zoals al-Aqsa Martelarenbrigades en Hamas beschuldigden Israël ervan voor Arafats dood verantwoordelijk te zijn.
In Israël waren de reacties gevarieerd: Sharon verzocht zijn ministers zich terughoudend uit te laten. In Nazareth hielden Arabische Israëliërs een vredige optocht in Arafats nagedachtenis. Op de Westelijke Jordaanoever stelden Israëlische militairen zich terughoudend op en werd het dragen van wapens door Palestijnse agenten (soldaten) tijdelijk toegestaan.
Ook de internationale reacties waren gevarieerd. President Bush van de Verenigde Staten sprak over het overlijden als "een belangrijk moment in de Palestijnse geschiedenis". President Chirac van Frankrijk stelde: "met Arafat verdwijnt een moedig en overtuigd man, die veertig jaar lang de strijd van de Palestijnen voor erkenning van hun nationale rechten belichaamde." Nelson Mandela prees hem als strijder voor vrijheid en tegen onderdrukking.

#### Twijfel over doodsoorzaak
Eind 2011 werd op initiatief van nieuwszender Al Jazeera een onderzoek gestart naar de nooit opgehelderde omstandigheden waaronder Arafat overleed. Een duidelijk ziektebeeld was namelijk nooit vastgesteld en autopsie had niet plaatsgevonden. Aangezien de autoriteiten en de bij de behandeling betrokken artsen weigerden mee te werken, stelde de weduwe Suha Arafat enkele persoonlijke bezittingen uit Arafats laatste levensdagen in het ziekenhuis ter beschikking voor onderzoek. Testen door Zwitserse wetenschappers van de Universiteit van Lausanne (CHUV) wezen op een onnatuurlijk verhoogde hoeveelheid polonium-210 (Po-210) in zijn lichaam ten tijde van zijn dood. De aanwezigheid van polonium-210 en de resultaten van het onderzoek gaven aanleiding tot speculaties.
Op 27 november 2012 werd in Ramallah zijn lichaam opgegraven en werden er monsters genomen om deze te testen op de aanwezigheid van het radioactieve Po-210. Op 6 november 2013 gaf Al Jazeera het Zwitserse forensisch rapport vrij, dat in zekere mate de stelling ondersteunde dat de dood van Arafat het gevolg was van een vergiftiging met Po-210. De Russische analyse van het rapport was dat een vergiftiging met polonium weliswaar niet bewezen was, maar dat dat te maken kon hebben met de tijd tussen de vergiftiging en het onderzoek.
Op 10 november 2015 maakte een Palestijns onderzoeksteam bekend dat naar eigen bevindingen Arafat wel degelijk om het leven was gebracht door Israël. Ook werd aangegeven dat er meer tijd nodig was om de exacte omstandigheden op te helderen.
In 2015 besliste een Franse rechtbank te stoppen met het onderzoek naar zijn dood en in 2016 in beroep dat er geen reden was om een onderzoek opnieuw te openen omdat er geen voldoende bewijzen waren van een mogelijke moord..

## Levensbeschouwing
Uri Avnery, de stichter van de Israëlische vredesbeweging Gush Shalom (lett. Blok van Vrede), die sinds 1982 met Arafat bevriend was geweest tot aan diens dood, schreef in een van zijn columns dat hij -ofschoon leider van een seculiere beweging (PLO)- een observerende soennitische moslim was, die op de vastgestelde (vijf) tijden per dag bad en geen alcohol dronk. Hij bemoeide zich niet met het godsdienstig praktiseren van zijn medewerkers.

## Staatslieden over Arafat

##### Nelson Mandela
Nelson Mandela zag in Yasser Arafat een "wapenbroeder" in de strijd tegen onderdrukking en het onvrij-maken van volkeren. Volgens hem vochten beiden voor het zelfbeschikkingsrecht voor en door hun respectieve volken. "Yasser Arafat steunde onze strijd, niet alleen met woorden, maar hij stelde ons middelen ter beschikking." En: "Wij identificeren ons met de PLO." "Onze vrijheid is niet compleet zonder de vrijheid van het Palestijnse volk".

##### Jimmy Carter
"Yasser Arafats overlijden markeert het eind van een tijdperk en zal ongetwijfeld pijnlijk worden gevoeld door Palestijnen in het Midden Oosten en elders in de wereld."
"Hij was de vader van de moderne Palestijnse nationale beweging. Krachtig en menselijk symbool en gedreven verdediger van hun zaak stonden Palestijnen als een man achter hem in hun streven naar een thuisland. Terwijl hij het onmisbare leiderschap inbracht en in 1993 instrumenteel was bij het komen tot een vredesovereenkomst met Israël, werd hij in latere jaren buitengesloten van de onderhandelingstafel."

## Terrorist

### Motivatie
In 1968 legde Arafat in een interview uit, dat geweld moest worden gebruikt tegen de Israëlische burgers "om een klimaat van spanning en angst te creëren en te laten voortduren, zodat de zionisten begrijpen dat het voor hen onmogelijk is om in Israël te wonen." Het doel was om: "immigratie te voorkomen en emigratie te bevorderen,.. het toerisme te vernietigen, immigranten zich niet laten hechten, de Israëlische economie te verzwakken en een deel van de welvaart te laten besteden aan veiligheid."
Op deze wijze zou de PLO Israël onontkoombaar verzwakken, waarna "een snelle klap door legers op het goede moment" Israël zou opheffen.
Arafat wist terrorisme en diplomatie te combineren. De bijnaam teflon terrorist van Westerse inlichtingendiensten dankte hij aan het feit dat zijn betrokkenheid bij aanslagen hem in het Westen niet schaadde.
Aanslagen zoals die in München in 1972 leidden niet tot de inwilliging van Palestijnse eisen, maar brachten het streven van de PLO wel onder de algemene aandacht. Duizenden jonge Palestijnen meldden zich aan bij de PLO. In het Midden-Oosten werden bovendien nieuwe groepen opgericht die geweld niet afzwoeren.

### Aanslagen
Tussen september en december 1967 organiseerde Arafat met zijn Fatah-groep vanuit Nablus op de Westelijke Jordaanoever een zestigtal operaties op vooral Israëlische burgerdoelen als boerderijen, fabrieken en een bioscoop. Israël sloeg terug met militaire tactieken: zo'n duizend Fatah-activisten werden gearresteerd en 200 gedood.
Tussen 1969 en 1985 pleegden PLO-groepen meer dan 8000 aanslagen, waarvan ten minste 435 in het buitenland. Meer dan 650 Israëli's (waarvan driekwart burgers), 28 Amerikanen en tientallen burgers van andere landen kwamen daarbij om.

#### München 1972
Op 5 september 1972 werd de Israëlische Olympische ploeg in München, tijdens de Olympische Spelen, gegijzeld door de Palestijnse Zwarte Septemberbeweging. Deze gebeurtenis gaf een enorme schok. Twee Israëliërs werden direct gedood. De gijzelnemers eisten de vrijlating van tweehonderd gevangengenomen Palestijnen. De bevrijdingsactie daarna, op het vliegveld van München, kostte aan nog negen Israëliërs, vijf Palestijnen en één Duitse politieman het leven. Drie Palestijnen werden gearresteerd en na een volgende gijzelneming vrijgelaten.
Arafat had contacten met de Zwarte September, een gewapende tak van Fatah voor paramilitaire operaties die aanslagen pleegde onder meer in Egypte, Jordanië, Duitsland en Soedan. Een van die ontmoetingen was die met Abu Daoud Oudeh vlak voor de aanslag in München in 1972, de Palestijn die deze aanslag had beraamd. Uit de autobiografie van Abu werd duidelijk dat hij handelde in opdracht van en met medeweten van Yasser Arafat. Oudeh was lid van de Palestijnse Nationale Raad en advocaat in Ramallah. Het Duitse openbaar ministerie had, na de uitgave van de biografie, een arrestatiebevel tegen Oudeh uitgevaardigd. De Palestijnse Autoriteit weigerde Oudeh uit te leveren aan Duitsland.
De aan de PLO gelieerde terreurorganisatie Zwarte September, die was opgericht in 1970, werd in september 1973 door de PLO opgeheven. In 1974 gaf Arafat aan de PLO de raad om zich van geweld te onthouden buiten de Westoever, de Gazastrook en Israël.

#### Khartoem 1973
Op 1 maart 1973 bezetten acht leden van Zwarte September de Saoedische ambassade in Khartoem in Soedan en namen onder meer twee Amerikaanse diplomaten en de Belgische ambassademedewerker in gijzeling. De volgende dag werd het drietal door de gijzelnemers vermoord.
De FBI, de nationale recherche van de Verenigde Staten, deed onderzoek naar de betrokkenheid van Arafat bij de moord op de twee diplomaten. Zij onderzocht documenten en kopieën van documenten die gespreksverslagen zouden bevatten van Arafat met de bezetters van de ambassade en waaruit zou moeten blijken dat hij opdracht tot het vermoorden van de diplomaten heeft gegeven. Dat zou ook moeten blijken uit door de Amerikanen onderschepte telefoongesprekken tussen de gijzelnemers en Arafat. Door zijn woordvoerder, Saeb Erekat, werd een dergelijke opdracht door Arafat ontkend.
De president van Soedan, Jafaar Numeiri, die Arafat in september 1970 had gesteund in Jordanië, veroordeelde hem nu: "De hulp die het Sudanese volk geeft voor de bevrijding van Palestina wordt gebruikt voor een aanval op ons". Arafat ging niet in op Numeiry's eis om mee te werken aan een onderzoek en het plaatselijk hoofd van Fatah terug te sturen om terecht te staan.

## Corruptie en zelfverrijking

### Persoonlijke rijkdom
Volgens het zakenmagazine Forbes beschikte Yasser Arafat over een persoonlijk vermogen van circa 300 miljoen dollar. Volgens de chef van de Israëlische inlichtingendienst, Aharon Ze'evi, zou dat zelfs 1,3 miljard dollar zijn. Het is onduidelijk hoe Arafat als leider van de PLO een dergelijk groot vermogen zou hebben kunnen opbouwen. Mogelijk ontving hij een deel van de opbrengsten van staatsmonopolies.

### Corruptie met openbare fondsen
Het IMF maakte in 2003 aan de hand van de boekhouding van de Palestijnse Autoriteit bekend dat Arafat 900 miljoen dollar uit publieke fondsen zou hebben overgeheveld naar rekeningen die hij zelf controleerde. Uit het onderzoek bleek echter dat het geld voor investeringen ten bate van de Palestijse economie gebruikt was. Jim Prince, een Amerikaanse accountant die de hele zaak namens de PA onderzocht had, meldde dat de 900 miljoen dollar bestemd voor Palestijnen daar niet terecht was gekomen. Dennis Ross, adviseur voor het Midden-Oosten voor de regering van Bill Clinton, meldde eveneens dat het geld aan Palestijnen is onthouden. Arafat heeft het, aldus Ross, voor zichzelf van de Palestijnen gestolen.
De vrouw van Arafat, Suha, ontving van de Palestijnse Autoriteit elke maand 100.000 dollar als toelage. Volgens het weekblad Forbes had de toenmalige minister van Financiën van de PA, Salam Fayyad, als belangrijke taak om de financiële middelen die naar Arafat persoonlijk vloeiden te beperken. In oktober 2003 deed de Franse overheid ook onderzoek naar financiële stromen rond de vrouw van Arafat. Er vond een maandelijkse verschuiving van 1,27 miljoen dollar plaats van bankrekeningen uit Zwitserland naar de rekeningen van mevrouw Arafat in Parijs.
Ook door de Europese Commissie werd misbruik van verstrekte financiële middelen door de Palestijnse Autoriteit geconstateerd. Veel hulpgelden zijn niet op de juiste plaats terechtgekomen. Overigens heeft de Europese Commissie gesteld dat de middelen niet zijn aangewend voor terreurdoeleinden.

### Interpretaties / Meningen

###### Rubin en Colp Rubin
In hun boek Yasir Arafat: A political biography argumenteren Rubin en Colp Rubin dat Arafat wel in staat was om de macht te behouden, maar niet om deze te gebruiken voor zijn volk. Hij zou voornamelijk geïnteresseerd zijn geweest in permanente revolutionaire strijd, niet in verbetering van het lot van zijn volk. Daarom wees hij alle compromissen af en weigerde hij vrede met Israël bij de onderhandelingen in 2000, ondanks de concessies van Israël. Ook verhinderde Arafat als een dictator het ontstaan van representatieve Palestijnse organisaties, zodat hij alle macht in handen hield. Hij was dan ook niet geliefd bij de meeste Palestijnen, zoals bleek uit peilingen, aldus Rubin en Colp Rubin.

###### Said Aburish
Volgens de Palestijnse schrijver en politiek analist Said Aburish was Arafat, voor de buitenwereld een toegewijde heldhaftige strijder voor de vrijheid van de Palestijnen, in werkelijkheid een kleingeestige bendeleider die voornamelijk zijn eigen financiële belangen en die van zijn familie en enkele andere elitaire Palestijnse families op het oog had. In zijn wereldbeeld was geen plaats voor democratische beginselen en inspraak van het Palestijnse volk over het bestuur. Een groot deel van de door de VN, Europese landen en Arabische landen beschikbaar gestelde hulpmiddelen en geldsommen verdwenen in de zakken van Arafat en zijn getrouwen. Deze 'inkomsten' werden verder aangevuld met een ongebreidelde corruptie en incassering van 'beschermgeld' van Palestijnse ondernemers. Hij was niet geïnteresseerd in een blijvende oplossing van het Palestijnse vluchtelingenprobleem en echte vrede met Israël, de reden dat hij steeds vredesvoorstellen effectief blokkeerde, want dat zou een vermindering van zijn macht en aanslag op zijn inkomsten zijn. Ook was Arafat zijn hele leven bezig met zijn eigen verleden te herschrijven en er mythes over te verspreiden die hijzelf ook steeds meer ging geloven.

###### Edward Said
Edward Said, Palestijn, in 1935 geboren in Jeruzalem, oriëntalist: "En wat het vredesproces betreft dat in 1993 in Oslo begon, dat heeft doodeenvoudig de bezetting in een ander jasje gestoken. Het bood een symbolische 18% van het in 1967 gestolen land aan Arafats corrupte Palestijnse-"Vichy"-Autoriteit, waarvan het mandaat eigenlijk alleen was voor Israël politiediensten te verrichten en belastingen te innen."

## Nederland en Yasser Arafat
Vanaf de jaren tachtig hadden diverse Nederlandse politici vrij regelmatig ontmoetingen met Yasser Arafat (bijvoorbeeld de toenmalige minister van Buitenlandse Zaken Hans van Mierlo). Deze ontmoetingen gingen ook door na het uitbreken van de Tweede Intifada in september 2000.

## Verhouding met het Vaticaan
Paus Johannes Paulus II en Yasser Arafat hebben elkaar tussen september 1982 en oktober 2001 twaalf keer ontmoet. In februari 2000 tekenden zij in Rome de Basic Agreement between the Holy See and the P.L.O..

## Uri Avnery en Gush Shalom
Op 3 juli 1982 lukte het Uri Avnery vanuit Israël het hoofdkwartier van Arafat in het belegerde Beiroet in Libanon te bereiken en hem te ontmoeten. Het was de eerste keer voor Arafat dat hij een zionistische Israëli ontmoette en was het begin van een vertrouwensrelatie die tot aan Arafats dood in 2004 zou duren. Dit beschrijft Avnery in zijn column Poisoning Arafat van 7 juli 2012. Tevens discussieerden zij over vrede en de mogelijkheid van een Palestijnse staat (eventueel in federatie met Israël). Volgens Avnery hielp hij contact te leggen tussen Arafat en Yitzhak Rabin.

## Raadgevers
Arafat heeft enkele personen vertrouwd als raadgever. Zoals bijvoorbeeld:

#### Aboena Ibrahim Iyad
Iyad of Ayad was een rooms-katholieke geestelijke (aanspreektitel "Aboena"), die toen Arafat hem voor het eerst om raad kwam vragen (1965) in een klooster in Beiroet in Libanon woonde. Geboren in 1910 in Beit Sahour bij Bethlehem steunde deze Palestijnse priester in hun privégesprekken Arafats (gewapend) verzet (God is liefde. En liefde betekent ook rechtvaardigheid. U zal niet alleen strijden!)

#### Rabbi Moshe Hirsch
Rabbi Moshe Hirsch (1923/24 - 2 mei 2010) leidde in Jeruzalem de orthodox-joodse beweging Neturei Karta. Daar houdt men vast aan de traditionele visie dat alleen de beloofde Messias van Godswege het Joodse volk mag en zal herstellen in het Land Israël. Neturei Karta beschouwt het moderne zionisme als ongehoorzaamheid aan God en een rampzalige vorm van "zelfbeschikking". Rabbi Hirsch steunde daarom het Palestijnse gezag in de persoon van Yasser Arafat. Hij was diens adviseur "joodse zaken" en bezocht hem o.a. in Ramallah.

## Chronologie
- 24 augustus 1929 - Yasser Arafat wordt in Caïro geboren.
- 1948 - Arafat beweerde meegevochten te hebben tegen Israël in de eerste Arabisch-Israëlische oorlog, maar dit is omstreden.[52]
- 1950 - ontvangt militaire training van de Moslimbroederschap in Egypte.
- 1952 - neemt met anderen de macht over in de Palestijnse studentenbond.
- 1957 - werkt in Koeweit voor de overheid.
- 10 oktober 1959 - richt in Koeweit met andere Palestijnen de Palestijnse beweging Fatah op. Arafat wijdt zich van nu af volledig aan de politiek.
- 1967 - Arafat begint met aanslagen op burgerdoelen op de Westelijke Jordaanoever.
- 1969 - wordt voorzitter van de in 1964 opgerichte PLO.
- 16 september 1970 - pleegt een mislukte staatsgreep tegen koning Hoessein en wordt uit Jordanië verdreven.
- september 1972 - De Palestijnse terreurgroep Zwarte September gijzelt Israëlisch atleten op de Olympische Spelen te München. Er vallen 17 doden. Arafat blijkt later een van de aanstichters.
- 13 november 1974 - spreekt voor de eerste keer de Algemene Vergadering van de Verenigde Naties toe over het Palestijnse vraagstuk.
- 1982 - verdreven uit Beiroet door Syrisch leger en bondgenoten.
- december 1987 - de Eerste Intifada (opstand) van de Palestijnen begint op de Westelijke Jordaanoever en in Gaza.
- 15 november 1988 - roept een onafhankelijke Palestijnse staat uit op de vergadering van PLO in Algiers.
- 1990 - kiest in de aanloop naar de Tweede Golfoorlog de zijde van Saddam Hoessein.
- 1992, begin april, overleeft een crash met zijn vliegtuig in Libië.
- september 1993 - tekent de Oslo-akkoorden met Israël.
- 1 juli 1994 - komt (voor het eerst in 27 jaar) aan in de Gazastrook om daar te gaan regeren.
- 1994 - ontvangt samen met Yitzhak Rabin en Shimon Peres de Nobelprijs voor de Vrede.
- 28 september 1995 - tekent Oslo-2 akkoord, dat voorzag in de terugtrekking van Israël van de Westelijke Jordaanoever.
- 20 januari 1996 - wordt in de eerste Palestijnse verkiezingen ooit tot leider gekozen. De meesten van zijn lijst wordt in de Palestijnse wetgevende raad verkozen.
- 11 - 25 juli 2000 - slaagt er niet in met Ehud Barak een vredesovereenkomst te sluiten. Arafat verwerpt het vredesplan van Camp David, dat in onderhandeling met Barak en met hulp van president Bill Clinton is opgesteld.
- 23 december 2000 - verwerpt in Washington een nieuw vredesplan van president Clinton, waarmee Arafat de Gazastrook, vrijwel de gehele Westelijke Jordaanoever en delen van Oost-Jeruzalem zou krijgen. Arafat staat op het recht van terugkeer voor alle Palestijnse vluchtelingen van 1948 en hun nageslacht naar Israël.
- januari 2001 - Arafats delegatie bereikt geen akkoord met de delegatie van Barak in Taba.
- maart 2002 - wordt door het Israëlische leger 31 dagen belegerd in zijn hoofdkwartier te Ramallah vanwege aanhoudende Palestijnse terreurdaden.
- 25 juni 2002 - de Amerikaanse president George Bush roept de Palestijnen op om nieuwe leiders te kiezen.
- september 2002 - wordt na Palestijnse aanvallen op Israël opnieuw door het Israëlische leger 10 dagen belegerd.
- 11 november 2004 - overlijdt in een ziekenhuis nabij Parijs.

## Onderscheidingen
In 1994 ontvingen Yasser Arafat, Yitzhak Rabin en Shimon Peres samen de Nobelprijs voor de Vrede voor hun inzet bij de Oslo-akkoorden. Het jaar ervoor, in 1993, had het drietal ook de Félix Houphouët-Boigny-Vredesprijs van de UNESCO ontvangen.

## Yasser Arafat Museum
Op 9 november 2016 is in Ramallah een museum geopend, gewijd aan Yasser Arafat, zijn erfenis en geschiedenis als persoon en politiek leider. De opening vond plaats twee dagen voor de herdenking van de twaalfde jaardag van zijn dood in een ziekenhuis nabij Parijs. In het museum bevindt zich de kamer waarin Arafat vele van zijn laatste jaren onder bewaking van het Israëlische leger heeft doorgebracht. Ook zijn hier de belangrijkste gebeurtenissen rond de Palestijnse zaak van de laatste 100 jaar te zien.